# Pteromicra sphenura
Pteromicra sphenura är en tvåvingeart som beskrevs av Steyskal 1954. Pteromicra sphenura ingår i släktet Pteromicra och familjen kärrflugor. Inga underarter finns listade i Catalogue of Life.